# Squeeze Play!
Squeeze Play! è un film del 1979, diretto da Lloyd Kaufman e Michael Herz, prodotto dalla Troma. È il primo lungometraggio prodotto dalla Troma, nata nel 1974.

## Trama
Un gruppo di ragazze, stanche di essere lasciate in cucina dai loro fidanzati che guardano lo sport in televisione nei fine settimana, decide di fondare una squadra femminile di softball e sfida i maschi. Questi inizialmente scherniscono le ragazze, ma poi si rendono conto della loro forza.

## Produzione
Con un budget di soli 100 mila dollari, Kaufman e Herz affittarono un piccolo locale con una sedia e un telefono e cominciarono le riprese con un cast di attori e di tecnici dilettanti. Pochi giorni prima dell'inizio delle riprese le attrici del film, che avevano letto e approvato il copione, rifiutarono di spogliarsi. La sceneggiatura del film fu scritta da Charles Kaufman, fratello di Lloyd, che appare anche in un piccolo ruolo in veste di attore.

## Distribuzione
I circuiti delle sale tradizionali rifiutarono il film, adducendo come pretesto che i film che mescolano sesso e commedia sono destinati al fallimento, perché l'educazione puritana impedisce agli americani di scherzare sul sesso. Solo il gestore di una sala in Virginia volle dare al film una possibilità mettendolo in programmazione un weekend, riscuotendo un grande successo. In seguito, altre sale programmarono il film, che alla fine tenne il cartellone per ben tre mesi.

## Collegamenti ad altre pellicole
- In Tromeo and Juliet, co-diretto da Lloyd Kaufman e James Gunn nel 1996, è visibile il poster del film.